# ريوباز

الشكل 1: يتم تحديد نقاط الريوباز و الزمن المميز على منحنى القوة-المدة لمحفز الأنسجة القابلة للإثارة.

الريوباز (بالإنجليزية: rheobase)‏ هو مقياس للجهد الغشائي. في علم الأعصاب، الريوباز هو الحد الأدنى المطال من السعة للمدة اللانهائية (من الناحية العملية، حوالي 300 مللي ثانية) التي ينتج عنها عتبة إزالة الاستقطاب لأغشية الخلايا التي يتم الوصول إليها، مثل جهد الفعل أو انقباض العضلات في اليونانية، يترجم الجذر «ريو» إلى «التيار أو التدفق»، و «باز» يعني «القاع أو الأساس»: وبالتالي فإن الريوباز هو الحد الأدنى المطال الذي سينتج جهد الفعل أو تقلص العضلات.
يمكن فهم الريوباز على أفضل وجه في سياق العلاقة بين القوة والمدة (الشكل 1). تعتمد السهولة التي يتم بها تحفيز الغشاء على متغيرين: قوة المنبه، والمدة التي يتم تطبيق التحفيز عليها ترتبط هذه المتغيرات عكسيا: حيث تزداد قوة التيار المطبق، والوقت اللازم لتحفيز انخفاض الغشاء (والعكس بالعكس) للحفاظ على تأثير ثابت. رياضيا، إن الريوباز يعادل نصف التيار الذي يحتاج إلى تطبيق مدة الزمن المميز، وهو ثابت زمني بمدة القوة والذي يتوافق مع الفترة الزمنية التي تتسبب استجابة عندما يتم تحفيز العصب مرتين في قوة الريوباز.
تم اكتشاف منحنى المدة-القوة لأول مرة من قبل ج. فايس في عام 1901، ولكن لم يكن لويس لابيتش قد صاغ مصطلح ريوباز حتى عام 1909. يتم إجراء العديد من الدراسات فيما يتعلق بقيم الريوباز والتغيرات الديناميكية طوال فترة النضج وبين الألياف العصبية المختلفة. في منحنى الماضي قوة الفترة ومقاييس الريوباز استخدمت لتقييم الإصابة العصبية. اليوم، يلعبون دورا في تحديد السريرية للعديد من الأمراض العصبية، بما في ذلك الاعتلال العصبي السكري، CIDP، ومرض ماتشادو-جوزيف،  and ALS.